# Хунза-Нагар
Хунза-Нагар (англ. Hunza-Nagar District) — один из 7 округов пакистанской территории Гилгит-Балтистан. Его населяют носители языка бурушаски.

## Географическое положение
Округ граничит с Ваханским коридором на севере, Синьцзян-Уйгурским автономным районом на северо-востоке, с округом Гилгит на юге, Скарду на юго-востоке и Гхизером на западе.

## История
Княжества Хунза и Нагар были вассалами Джамму и Кашмира. В 1947 княжества вошли в состав Пакистана.
В 2015 году был разделен на округа Хунза и Нагар.

## Промышленность
Хунза-Нагар известен в Гилгит-Балтистане своими залежами драгоценных камней, почти 50 % жителей округа связаны с бизнесом по добыче драгоценных камней и с горнодобывающей промышленностью.